# Hrvatski nogometni kup 2015-2016
La Hrvatski nogometni kup 2015./16. (coppa croata di calcio 2015-16) fu la venticinquesima edizione della coppa nazionale croata, fu organizzata dalla Federazione calcistica della Croazia e fu disputata dal agosto 2015 al maggio 2016.
Il detentore era la Dinamo Zagabria, che in questa edizione si ripeté: fu il suo quattordicesimo titolo nella competizione, la sua ventunesima coppa nazionale contando anche le sette della Coppa di Jugoslavia.
Dato che la Dinamo vinse anche il campionato, il posto in UEFA Europa League 2016-2017 andò alla quarta classificata, la Lokomotiva Zagabria.
Il finalista dell'edizione precedente, il RNK Spalato, non fu ammesso in questa poiché, non essendo fra le prime 16 del ranking nel 2014, dovette disputare la Kup Nogometnog saveza Županije Splitsko-dalmatinske (la coppa della Regione spalatino-dalmata), ma fu sorprendentemente sconfitto in semifinale dal OSK Otok, squadra di quarta divisione, dopo i tiri di rigore, 7 giorni dopo aver perso la finale della coppa maggiore allo stesso modo.

## Formula e partecipanti
Alla competizione partecipano le migliori squadre delle divisioni superiori, con la formula dell'eliminazione diretta. Tutti i turni, eccetto le semifinali (ad andata e ritorno), sono disputate in gara unica.
Al turno preliminare accedono le squadre provenienti dalle  Županijski kupovi (le coppe regionali): le 21 vincitrici più le finaliste delle 11 coppe col maggior numero di partecipanti.
Le prime 16 squadre del ranking quinquennale di coppa (63 punti alla vincitrice della coppa, 31 alla finalista, 15 alle semifinaliste, 7 a quelle che hanno raggiunto i quarti, 3 a quelle eliminate agli ottavi, 1 se eliminate ai sedicesimi) sono ammesse di diritto ai sedicesimi di finale.

### Ammesse di diritto ai sedicesimi di finale
Le prime 16 squadre (coi punti) del ranking 2009-2014 entrano di diritto nei sedicesimi della Coppa 2015-16 (il Karlovac non ha più una prima squadra.):
- 1 Dinamo Zagabria (175 punti)
- 2 Hajduk Spalato (143)
- 3 Rijeka (81)
- 4 Osijek (59)
- 5 Slaven Belupo (55)
- 6 Varaždin (50)
- 7 Cibalia (49)
- 8 Sebenico (37)
- 9 Istria 1961 (35)
- 10 NK Zagabria (35)
- 11 Lokomotiva Zagabria (32)
- 12 Inter Zaprešić (17)
- 13 Zara (15)
- 14 Pomorac(13)
- 15 Vinogradar (13)
- 16 Karlovac (9)
- 17 Zelina[4] (8)

### Le finali regionali
Le Županijski kupovi (le coppe regionali) 2014-2015 hanno qualificato le 32 squadre (segnate in giallo) che partecipano al turno preliminare della Coppa di Croazia 2015-16. Si qualificano le 21 vincitrici più le finaliste delle 11 coppe col più alto numero di partecipanti.
| Zona                                    | Regione                       | Vincitore             | Finalista       | Risultato |
| OVEST                                   |                               |                       |                 |           |
| --------------------------------------- | ----------------------------- | --------------------- | --------------- | --------- |
| OVEST                                   | Regione istriana              | Jadran Parenzo        | Funtana         | 3–0       |
| OVEST                                   | Regione litoraneo-montana     | Opatija               | Grobničan Čavle | 1–0       |
| OVEST                                   | Regione della Lika e di Segna | Nehaj Senj            | Otočac          | 1–0       |
| CENTRO                                  |                               |                       |                 |           |
| Città di Zagabria                       | HAŠK 1903                     | ZET                   | 1–0             |           |
| Regione di Zagabria                     | HNK Gorica                    | Bistra                | 0–0 (6-5 dtr)   |           |
| Regione di Krapina e dello Zagorje      | Oštrc Zlatar                  | Gaj Mače              | 2–2 (4-3 dtr)   |           |
| Regione di Karlovac                     | Duga Resa                     | Ogulin                | 3–0             |           |
| Regione di Sisak e della Moslavina      | Segesta                       | Lekenik               | 3–1             |           |
| NORD                                    |                               |                       |                 |           |
| Regione di Virovitica e della Podravina | Croatia Grabrovnica           | Suhopolje             | 1–1 e 3–0       |           |
| Regione di Koprivnica e Križevci        | Koprivnica                    | Tehničar Cvetkovec    | 3–0             |           |
| Regione del Međimurje                   | Nedelišće                     | Sloga Čakovec         | 1–0 e 1–1       |           |
| Regione di Varaždin                     | Bednja Beletinec              | Polet Cestica         | 2–0             |           |
| Regione di Bjelovar e della Bilogora    | Mladost Ždralovi              | Tomislav Berek        | 5–4             |           |
| EST                                     |                               |                       |                 |           |
| Regione di Osijek e della Baranja       | BSK Bijelo Brdo               | Đakovo/Croatia        | 2–0             |           |
| Regione di Vukovar e della Sirmia       | Vuteks Sloga                  | Sloga Novi Mikanovci  | 2–1             |           |
| Regione di Požega e della Slavonia      | Slavonija Požega              | Jakšić                | 7–1 e 3–1       |           |
| Regione di Brod e della Posavina        | Sloga Nova Gradiška           | Omladinac Gornja Vrba | 2–0             |           |
| SUD                                     |                               |                       |                 |           |
| Regione zaratina                        | Primorac Biograd              | Dalmatinac Crno       | 1–0             |           |
| Regione di Sebenico e Tenin             | Zagora Unešić                 | Vodice                | 1–1 (4-3 dtr)   |           |
| Regione spalatino-dalmata               | Mosor                         | OSK Otok              | 2–0             |           |
| Regione raguseo-narentana               | BŠK Zmaj Blato                | Dubrovnik 1919        | 2–1             |           |

### Riepilogo
| 1ª Divisione 1.HNL | 2ª Divisione 2.HNL                                                                              | 3ª Divisione 3.HNL | 4ª Divisione 4.HNL | 5ª Divisione 1.ŽNL (1º livello regionale) | 6ª Divisione 2.ŽNL (2º livello regionale)                |
| --- | ----------------------------------------------------------------------------------------------- | --- | --- | --- | -------------------------------------------------------- |
| Ai sedicesimi: Dinamo Zagabria Hajduk Spalato Inter Zaprešić Istria 1961 Lokomotiva Zagabria Osijek Rijeka Slaven Belupo NK Zagabria Dal turno preliminare: nessuna | Ai sedicesimi: Cibalia Sebenico Zara Dal turno preliminare: HNK Gorica Segesta                  | Ai sedicesimi: Vinogradar Dal turno preliminare: BŠK Zmaj Blato BSK Bijelo Brdo Đakovo/Croatia HAŠK 1903 Koprivnica Mosor Mladost Ždralovi Opatija Primorac Biograd Slavonija Požega Zagora Unešić | Ai sedicesimi: Zelina Dal turno preliminare: Croatia Grabrovnica Funtana Jadran Parenzo Nedelišće Nehaj Senj Vuteks Sloga ZET Zagabria | Dal turno preliminare: Bistra Bednja Beletinec Duga Resa Lekenik Omladinac Gornja Vrba Polet Cestica Sloga Čakovec Suhopolje Sloga Nova Gradiška Tehničar Cvetkovec | Dal turno preliminare: Oštrc Zlatar Sloga Novi Mikanovci |
| non ammesse: |                                                                                                 | | | |                                                          |
| RNK Spalato | Dinamo Zagabria II Dugopolje Hrvatski dragovoljac Imotski Lučko Zagabria Rudeš Zagabria Sesvete | le altre 37 squadre | tutte le altre squadre | tutte le altre squadre | tutte le altre squadre                                   |

### Calendario
| Turno                | Data                        | Numero gare | Squadre | Entrano in questo turno                                                |
| -------------------- | --------------------------- | ----------- | ------- | ---------------------------------------------------------------------- |
| Turno preliminare    | 26 agosto 2015              | 16          | 48 → 32 | Vincitrici delle 21 coppe regionali 11 finaliste delle coppe regionali |
| Sedicesimi di finale | 23 settembre 2015           | 16          | 32 → 16 | Le migliori 16 del ranking                                             |
| Ottavi di finale     | 28 ottobre 2015             | 8           | 16 → 8  | Nessuna                                                                |
| Quarti di finale     | 2 dicembre 2015             | 4           | 8 → 4   | Nessuna                                                                |
| Semifinali           | 16 marzo 2016 6 aprile 2016 | 4           | 4 → 2   | Nessuna                                                                |
| Finale               | 10 maggio 2016              | 1           | 2 → 1   | Nessuna                                                                |

## Turno preliminare
Il sorteggio del turno preliminare si è tenuto il 4 agosto 2015.
| Squadra 1             | Risultato             | Squadra 2            |
| --------------------- | --------------------- | -------------------- |
| 25 agosto 2015        |                       |                      |
| Jadran Parenzo        | 4 – 1                 | ZET Zagabria         |
| Zagora Unešić         | 2 – 3                 | HNK Gorica           |
| 26 agosto 2015        |                       |                      |
| Koprivnica            | 0 – 2                 | HAŠK 1903            |
| Oštrc Zlatar          | 1 – 0                 | Mosor                |
| Duga Resa             | 2 – 2 (dts) (5-3 dtr) | Slavonija Požega     |
| Bistra                | 1 – 5                 | Lekenik              |
| Segesta               | 0 – 1                 | Mladost Ždralovi     |
| Croatia Grabrovnica   | 4 – 0                 | Sloga Čakovec        |
| Suhopolje             | 0 – 2                 | Tehničar Cvetkovec   |
| Vuteks Sloga          | 1 – 2                 | Funtana              |
| Omladinac Gornja Vrba | 6 – 1                 | Sloga Novi Mikanovci |
| Nedelišće             | 3 – 3 (dts) (3-5 dtr) | Sloga Nova Gradiška  |
| BŠK Zmaj Blato        | 4 – 1 (dts)           | Đakovo/Croatia       |
| Opatija               | 5 – 1                 | Polet Cestica        |
| Bednja Beletinec      | 0 – 0 (dts) (5-3 dtr) | Primorac Biograd     |
| Nehaj Senj            | 3 – 2                 | BSK Bijelo Brdo      |

## Sedicesimi di finale
Gli accoppiamenti vengono eseguiti automaticamente attraverso il ranking del momento (32ª–1ª, 31ª–2ª, 30ª–3ª, etc) e sono stati resi noti il 28 agosto 2015. La graduatoria è la seguente: 1-Dinamo, 2-Hajduk, 3-Rijeka, 4-Osijek, 5-Slaven Belupo, 6-Cibalia, 7-Lokomotiva, 8-Istra 1961, 9-VŠNK Varaždin, 10-Zagreb, 11-Zadar, 12-Vinogradar, 13-Inter Zaprešić, 14-Šibenik, 15-Zelina, 16-HAŠK, 17-Pomorac, 18-Opatija, 19-Gorica, 20-Zmaj, 21-Lekenik, 22-Jadran Poreč, 23-Funtana, 24-Mladost, 25-Croatia, 26-Nehaj, 27-Omladinac GV, 28-Tehničar, 29-Duga Resa, 30-Bednja, 31-Sloga e 32-Oštrc.

Pomorac e Varaždin hanno cessato l'attività, quindi le rispettive avversarie passano il turno senza colpo ferire.
| Squadra 1             | Risultato             | Squadra 2           |
| --------------------- | --------------------- | ------------------- |
| 22 settembre 2015     |                       |                     |
| Oštrc Zlatar          | 1 – 7                 | Dinamo Zagabria     |
| Duga Resa             | 1 – 3                 | Osijek              |
| Jadran Parenzo        | 0 – 3                 | Zara                |
| BŠK Zmaj Blato        | 2 – 3                 | Inter Zaprešić      |
| 23 settembre 2015     |                       |                     |
| Sloga Nova Gradiška   | 0 – 7                 | Hajduk Spalato      |
| Bednja Beletinec      | 0 – 10                | Rijeka              |
| Tehničar Cvetkovec    | 0 – 3                 | Slaven Belupo       |
| Omladinac Gornja Vrba | 0 – 6                 | Cibalia             |
| Nehaj Senj            | 0 – 8                 | Lokomotiva Zagabria |
| Croatia Grabrovnica   | 0 – 2                 | Istria 1961         |
| Mladost Ždralovi      | n.d.                  | Varaždin            |
| Funtana               | 0 – 3                 | NK Zagabria         |
| Lekenik               | 1 – 0 (dts)           | Vinogradar          |
| HNK Gorica            | 0 – 0 (dts) (4-5 dtr) | Sebenico            |
| Opatija               | 4 – 0                 | Zelina              |
| Pomorac               | n.d.                  | HAŠK 1903           |

## Ottavi di finale
Gli accoppiamenti vengono eseguiti automaticamente attraverso il ranking del momento (16ª–1ª, 15ª–2ª, 14ª–3ª, etc) e sono stati resi noti il 16 ottobre 2015.

| Squadra 1        | Risultato             | Squadra 2           |
| ---------------- | --------------------- | ------------------- |
| 27 ottobre 2015  |                       |                     |
| Mladost Ždralovi | 1 – 3                 | Dinamo Zagabria     |
| Sebenico         | 0 – 2                 | Slaven Belupo       |
| Inter Zaprešić   | 0 – 0 (dts) (4-3 dtr) | Cibalia             |
| 28 ottobre 2015  |                       |                     |
| Lekenik          | 1 – 5                 | Hajduk Spalato      |
| Opatija          | 0 – 3                 | Rijeka              |
| HAŠK 1903        | 0 – 2                 | Osijek              |
| Zara             | 2 – 2 (dts) (6-7 dtr) | Lokomotiva Zagabria |
| NK Zagabria      | 2 – 1 (dts)           | Istria 1961         |

## Quarti di finale
Gli accoppiamenti sono decisi dal ranking: 8ª-1ª, 7ª-2ª, 6ª-3ª e 5ª-4ª come comunicato.

| Squadra 1           | Risultato             | Squadra 2       |
| ------------------- | --------------------- | --------------- |
| 2 dicembre 2015     |                       |                 |
| Slaven Belupo       | 1 – 1 (dts) (4-2 dtr) | Osijek          |
| NK Zagabria         | 1 – 2                 | Hajduk Spalato  |
| 8 dicembre 2015     |                       |                 |
| Lokomotiva Zagabria | 0 – 1                 | Rijeka          |
| 10 febbraio 2016    |                       |                 |
| Inter Zaprešić      | 0 – 1                 | Dinamo Zagabria |

## Semifinali
Gli abbinamenti sono stati eseguiti tramite sorteggio il 15 febbraio 2016.

| Squadra 1      | Totale | Squadra 2       | Andata     | Ritorno    |
| -------------- | ------ | --------------- | ---------- | ---------- |
|                |        |                 | 16.03.2016 | 06.04.2016 |
| Rijeka         | 2 – 4  | Slaven Belupo   | 2 – 1      | 0 – 3      |
| Hajduk Spalato | 0 – 6  | Dinamo Zagabria | 0 – 2      | 0 – 4      |

## Finale
Il 9 dicembre 2015, la HNS comunica che la sede della finale sarà Osijek.
| Arbitro: | Vučemilović-Šimunović (Osijek) |

|                   |           |           |
| Pjaca 31’ Rog 77’ | Marcatori | 61’ Ejupi |

| Dinamo | Slaven |

|                 |    |                     |  |     |
|                 |    |                     |  |     |
| P               | 1  | Antonijo Ježina     |  |     |
| A               | 2  | Hillal Soudani      |  | 72’ |
| C               | 8  | Domagoj Antolić     |  |     |
| C               | 10 | Paulo Machado       |  | 72’ |
| A               | 20 | Marko Pjaca         |  |     |
| D               | 22 | Leonardo Sigali     |  |     |
| D               | 23 | Gordon Schildenfeld |  |     |
| C               | 24 | Ante Ćorić          |  | 88’ |
| C               | 30 | Marko Rog           |  |     |
| D               | 35 | Borna Sosa          |  |     |
| D               | 77 | Alexandru Mățel     |  |     |
| A disposizione: |    |                     |  |     |
| P               | 34 | Eduardo Carvalho    |  |     |
| D               | 3  | Mario Musa          |  |     |
| C               | 4  | Damir Šovšić        |  |     |
| A               | 9  | Ángelo Henríquez    |  | 88’ |
| A               | 11 | Junior Fernándes    |  | 72’ |
| A               | 15 | Armin Hodžić        |  | 72’ |
| D               | 26 | Filip Benković      |  |     |
| Allenatore:     |    |                     |  |     |
| Zoran Mamić     |    |                     |  |     |

|                 |    |                   |  |     |
|                 |    |                   |  |     |
| P               | 1  | Matjaž Rozman     |  |     |
| D               | 5  | Edson             |  |     |
| C               | 14 | Mateas Delić      |  | 69’ |
| A               | 9  | Muzafer Ejupi     |  |     |
| C               | 10 | Nikola Pokrivač   |  |     |
| D               | 16 | Vedran Purić      |  |     |
| C               | 21 | Goran Zakarić     |  |     |
| D               | 24 | Dino Štiglec      |  |     |
| D               | 26 | Božo Musa         |  |     |
| A               | 30 | Filip Ozobić      |  |     |
| C               | 8  | Søren Christensen |  |     |
| A disposizione: |    |                   |  |     |
| P               | 12 | Antun Marković    |  |     |
| D               | 4  | Vinko Međimorec   |  |     |
| C               | 7  | Stefan Savić      |  |     |
| C               | 13 | David Arap        |  |     |
| A               | 15 | Sandi Križman     |  | 69’ |
| D               | 18 | Gordan Barić      |  |     |
| C               | 20 | Mario Gregurina   |  |     |
| Allenatore:     |    |                   |  |     |
| Željko Kopić    |    |                   |  |     |

## Marcatori
| Pos. | Giocatore       | Squadra             | Reti |
| ---- | --------------- | ------------------- | ---- |
| 1    | Marin Tomasov   | Rijeka              | 5    |
| 2    | Roman Bezjak    | Rijeka              | 4    |
| 3    | Josip Balen     | Lekenik             | 3    |
| 3    | Mijo Caktaš     | Hajduk              | 3    |
| 3    | Branko Čubrilo  | BŠK Zmaj Blato      | 3    |
| 3    | Muzafer Ejupi   | Slaven Belupo       | 3    |
| 3    | Armin Hodžić    | Dinamo              | 3    |
| 3    | Marko Kepčija   | Jadran Parenzo      | 3    |
| 3    | Mirko Marić     | Lokomotiva          | 3    |
| 3    | Ante Prižmić    | BŠK Zmaj Blato      | 3    |
| 3    | Hillal Soudani  | Dinamo              | 3    |
| 3    | Tino-Sven Sušić | Hajduk              | 3    |
| 3    | Matej Vlaović   | Sloga Nova Gradiška | 3    |
| 3    | Niko Vlatković  | Opatija             | 3    |